# Pakhuizen Serdang, Langkat en Deli
Als voortzetting van de pakhuizen in de binnenstad van Amsterdam verrezen rond 1900 nabij het IJ verschillende nieuwe pakhuizen, die alle tegen het einde van de 20e eeuw tot appartementen zijn verbouwd.

## Geschiedenis
De pakhuizen Serdang, Langkat en Deli (Nova Zemblastraat 8-12) zijn een ontwerp van de architect Willem Hamer, die eerder al enkele markante 19e-eeuwse gebouwen in Amsterdam had ontworpen, zoals het Hotel de l'Europe. Deze drie pakhuizen in Amsterdam nabij het IJ werden net als de paar jaar eerder gebouwde, naburige pakhuizen Medan, Bindjeij en Laboean door de Deli Maatschappij ingezet voor opslag van tabak.
De benamingen van de pakhuizen verwijzen naar de locaties Serdang, Langkat en Deli op het voormalig Nederlands-Oost-Indië, nu Indonesië, waar de Deli Maatschappij bezittingen had. De pakhuizen zijn nu aangemerkt als een (rijks)monumentaal pand.

## Van pakhuis tot woonhuis
De (hoofd)ingang is gesitueerd aan de Nova Zemblastraat 8-12. Alle ruimten, 14 appartementen, verdeeld over 5 verdiepingen hebben een woonfunctie.

## Karakteristieke elementen
De drie geschakelde voormalige pakhuizen hebben de kenmerken van de Overgangsarchitectuur. Het opslaggebouw heeft een rechthoekige plattegrond en heeft een vlak dak. Op de plaats van de centrale hijsluikopeningen zijn nog de (groen gekleurde) pakhuisdeuren bevestigd.
De constructie van het interieur bestaat uit gewapend betonnen kolommen waarop een betonvloer rust.

## Fundering
Amsterdam is gebouwd op palen. Zo ook deze pakhuizen. Een paalfundering met meerdere palen is toegepast (Amsterdamse methode) om zo een betere stabiliteit te krijgen. De fundering is verder opgebouwd met grondbogen. Al het funderingsmateriaal dat van hout is ligt beneden het grondwaterpeil. Daardoor is het hout waterverzadigd en komt er geen zuurstof bij het hout. Hiermee wordt voorkomen dat het houten materiaal wordt aangetast.
De grond onder het gebouw bestaat voornamelijk uit klei met op 5 meter diepte een veenlaag van 1 meter dikte. Tussen 13,3 en 15,6 meter beneden het maaiveld zit de eerste zandlaag met voldoende draagkracht voor de heipalen.
De palen zijn aangebracht onder alle binnen- en buitenmuren van het gebouw en onder de inpandig aangebrachte betonnen kolommen.